# 施利爾湖
施利爾湖（德語：Schliersee），是德國的湖泊，位於該國東南部，由巴伐利亞負責管轄，處於巴伐利亞阿爾卑斯山脈，長2.3公里、寬1.3公里，面積2.2平方公里，海拔高度777米，平均水深20米，最大水深40米 。